# Michael Fisch

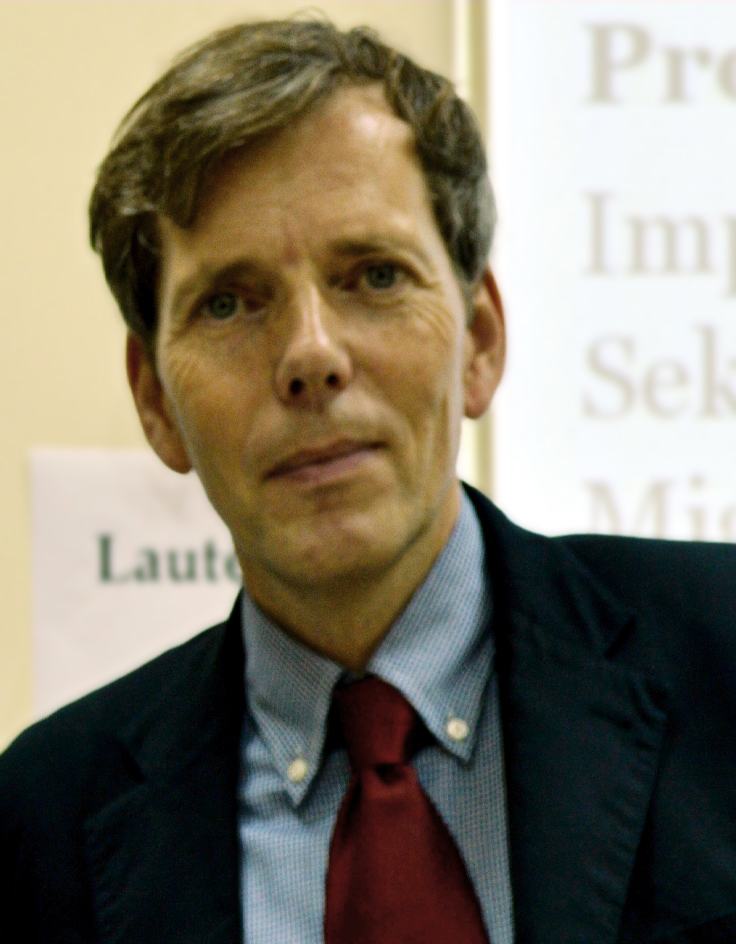
Michael Fisch in Kairo 2013

Michael Fisch (* 13. Juli 1964 in Gerolstein/Eifel) ist ein deutscher Literaturwissenschaftler und Schriftsteller.

## Leben
Michael Fisch absolvierte nach dem Abitur 1984 eine dreijährige Ausbildung zum Sortimentsbuchhändler. Seit 1988 studierte er Germanistik und Philosophie an der Bergischen Universität Wuppertal und der Freien Universität Berlin, an der er 1994 seinen Magisterabschluss machte. Nach Tätigkeiten in Verlagen arbeitete er bei den Berliner Festspielen. 1999 wurde Fisch an der Freien Universität Berlin über die Bedeutung des Reisens für Leben und Werk von Hubert Fichte promoviert. 2000 war er Projektleiter in der Literaturwerkstatt Berlin und kuratierte unter anderem das erste internationale Lyrikfestival Weltklang. Von 2001 bis 2004 lebte er in Hamburg und arbeitete dort für den Europa Verlag. Außerdem hatte er an der Universität Hamburg zwei Lehraufträge (2003 über Hubert Fichte und 2004 über Gerhard Rühm). 2004 kehrte er nach Berlin zurück und arbeitete bis 2007 erneut in einem Buchverlag. Hier entstanden unter seiner Herausgeberschaft die Werkausgaben von Michael Roes, Gerhard Rühm und Robert Wolfgang Schnell. An der Freien Universität Berlin hatte er überdies zwei Lehraufträge (2006 über Gerhard Rühm und 2007 über die Wiener Gruppe).
Von Oktober 2008 bis Juni 2011 war er DAAD-Lektor an der Universität von Manouba in Tunis. Dort hielt er 2009 unter anderem Vorlesungen über „Literatur von 1818 bis 1848“ und „Lyrik von 1945 bis 1965“ und hatte seit 2010 Seminare unter anderem über Georg Büchner, Peter Handke, Franz Kafka, Heinrich von Kleist, Gotthold Ephraim Lessing und Friedrich Nietzsche. 2008 erschien seine Foucault-Bibliographie, 2011 seine Biographie über Michel Foucault. Von Oktober 2011 hatte er einen Lehr- und Forschungsaufenthalt am Institut für Semitistik und Arabistik an der Freien Universität Berlin. Hier forschte er zum Thema „Qur'ān als Text“, das er mit einem ersten Vortrag im August 2011 beim ganaa-workshop in Leipzig vorstellte. Zeitgleich verfasst er ein Verzeichnis über die deutschsprachigen Ausgaben des Qur'ān und deren Textgeschichte. 2011 seine Bibliographie zu Leben und von Jacques Derrida und eine Sammlung von Aufsätzen zum Werk von Jacques Derrida 2018. Seit 2007 schreibt Michael Fisch an einem mehrbändigen Erzähl-Zyklus mit dem Titel Eine Neue Welt, deren erste Bände Khamsa (2009), Plural (2013), Viktor (2019), Jordan (2022) und Berlin (2024) bereits erschienen sind. Das auf zehn Roman-Bände angelegte Projekt behandelt Fragen (pluraler) Identität und (transkultureller) Reisebewegung.
Seit September 2012 hatte er eine als DAAD-Lektorat geförderte Gastprofessur an der Helwan-Universität inne. In akademischen Seminaren in Kairo behandelte er unter anderem Themen wie „Interkulturalität versus Transkulturalität“, „Texttheorie und Textverständnis“, außerdem die Philosophie von Immanuel Kant und Georg Wilhelm Friedrich Hegel. Seminare über deutschsprachige Literatur im 18. Jahrhundert bis zur Literatur der Gegenwart folgten. Neben seinem Qur'ān-Verzeichnis verfasste er Texte über Ibn al-Dschauzī (Abû Al-Faradj Ibn al-Djauzi) und Averroes (Ibn Ruschd). In einer Kooperation mit Nachwuchs-Wissenschaftlern aus der arabischen Welt arbeitet er seit 2013 an einem transkulturellen Tafsîr, also an einer Qur'ān-Übersetzung und Qur'ān-Interpretation aus einer nicht-europäischen Perspektive, deren Realisation und Fertigstellung innerhalb eines Clusters auf zwanzig Jahre angelegt ist. Ein Quellenverzeichnis zur internationalen Qur'ān-Wissenschaft erschien 2018.
Seit September 2013 arbeitete er überdies als Hochschuldozent an der Abteilung für Germanistik der Universität Kairo. Seit 2016 war er Gutachter der ägyptischen Hochschulkommission zur Besetzung von Professuren, zudem Mitherausgeber von Band 22 (2016) und Band 23 (2018) des ägyptischen Germanistik-Periodikums Kairoer Germanistische Studien (KGS). Ein für ihn bedeutender Forschungsschwerpunkt liegt in der Literatur aus Österreich nach 1945. Zu diesem Thema hat er unter anderem Aufsätze über die Autoren Ingeborg Bachmann, Marianne Fritz, Elfriede Gerstl, Friederike Mayröcker, Gerhard Roth und Gerhard Rühm verfasst.
Von Oktober 2018 bis Juni 2024 bekleidete Michael Fisch die Position eines Gastprofessors auf dem „Walter Benjamin-Lehrstuhl für deutsch-jüdische Literatur- und Kulturwissenschaft“ im Rahmen einer DAAD-Langzeitdozentur an der Hebrew University in Jerusalem. Hier hielt er unter anderem Vorlesungen zu den Themen „Cultural Turns“, „Hermeneneutics“, „Orient and Canon“, „Qur'ân-Translation“. Außerdem hatte er Seminare zu Theodor W. Adorno, Hannah Arendt, Walter Benjamin und Kurse zu Ingeborg Bachmann, Paul Celan, Georg Büchner. Von Oktober 2024 bis Juni 2025 wird er einen Lehr- und Forschungsaufenthalt am Berliner Institut für islamische Theologie (BIT) an der Humboldt-Universität zu Berlin haben. Hier wird er eine Edition zum Werk von Rudi Paret erarbeiten.[veraltet]

## Mitgliedschaften
- 1990–2015: Arbeitsgemeinschaft für Germanistische Edition[4]
- 1993–2023: Martin-Heidegger-Gesellschaft[4][5]
- 2006–2016: Marcel Proust Gesellschaft[4][5]
- 2010–2015: German-African Network of Alumni and Alumnae – ganaa[4]
- 2011–2021: Gesellschaft für Interkulturelle Germanistik – GIG[4]
- 2015–2021: Internationale Vereinigung für Germanistik – IVG[4]
- 2019–2024: Deutsche Morgenländische Gesellschaft[4]
- seit 2022: Österreichischer PEN-Club (PEN Austria)

## Veröffentlichungen
- Personalbibliografie zu Leben und Werk von Hubert Fichte. Edition diá, Berlin 1996, ISBN 3-86034-148-0.
- Bibliografie Robert Wolfgang Schnell. Aisthesis, Bielefeld 1999, ISBN 3-89528-262-6.
- Verwörterung der Welt. Zur Bedeutung des Reisens für Leben und Werk von Hubert Fichte. Rimbaud, Aachen 2000, ISBN 3-89086-751-0.
- Wer spricht? Gedichte. Edition diá, Berlin 2004, ISBN 3-86034-158-8.
- Wie es weitergeht. Gedichte. Edition diá, Berlin 2004, ISBN 3-86034-155-3.
- Ist die Wirklichkeit eine Kraft? Edition diá, Berlin 2004, ISBN 3-86034-156-1.
- Was sonst? Gedichte. Edition diá, Berlin 2004, ISBN 3-86034-157-X.
- Gerhard Rühm – Ein Leben im Werk 1954–2004. Aisthesis, Bielefeld 2005, ISBN 3-89528-489-0.
- Gesten und Gespräche – Über Hubert Fichte. Rimbaud, Aachen 2005, ISBN 3-89086-615-8.
- Hubert Fichte – Explosion der Forschung. Bibliographie zu Leben und Werk von Hubert Fichte. Aisthesis, Bielefeld 2006, ISBN 3-89528-545-5.
- Michel Foucault – Bibliographie der deutschsprachigen Veröffentlichungen in chronologischer Folge (1954–1988). Aisthesis, Bielefeld 2008, ISBN 978-3-89528-677-3.
- Ich und Jetzt: Theoretische Grundlagen zum Verständnis des Werkes von Gerhard Rühm und praktische Bedingungen zur Ausgabe seiner Gesammelten Werke. Transcript, Bielefeld 2010, ISBN 978-3-8376-1501-2.
- Werke und Freuden. Michel Foucault – eine Biografie. Transcript, Bielefeld 2011, ISBN 978-3-8376-1900-3.
- Jacques Derrida. Bibliographie der deutschsprachigen Veröffentlichungen in chronologischer Folge, geordnet nach den französischen Erstpublikationen, Erstvorträgen oder Erstabdrucken von 1959 bis 2009. Weidler, Berlin 2011, ISBN 978-3-89693-566-3.
- umm-al-kitâb – Ein kommentiertes Verzeichnis deutschsprachiger Koran-Ausgaben von 1543 bis 2013. Schiler, Berlin 2013, ISBN 978-3-89930-319-3 (470 Jahre europäisch-abendländische Koran-Rezeption).
  - Arabische Übersetzung umm al-kitāb. Arbaʿumiʾa wa-ṯamānūn ʿāman min istiqbāl al-Qurʾān fi 'l-ġarb. Fihrist mašrūḥ lil-maṣāḥif al-mutarǧama li-l-Ālmānīya munḏu ʿām 1543 h. wa-ḥattā ʿām 2023. Al-ustāḏ ad-Duktūr Mīšāʾīl Fīš. Tarǧamat Muḥammad Šiḥāta. Murāǧaʿat Ḫālid Miṣīlḥī Maktabat Wahba, Kairo 2022, ISBN 978-977-225-557-3.

- ulûm-al-Qur'ân – Ein internationales Verzeichnis historischkritischer Koran-Forschung von 1807 bis 2017. Schiler, Berlin 2018, ISBN 978-3-89930-196-0 (210 Jahre Koran-Wissenschaft unter Berücksichtigung angrenzender Forschungsgebiete).
- Horror der Forschung – Über Hubert Fichte. Königshausen und Neumann, Würzburg 2021, ISBN 978-3-8260-7457-8.

### Eine Neue Welt (Romanzyklus – sieben Bände)

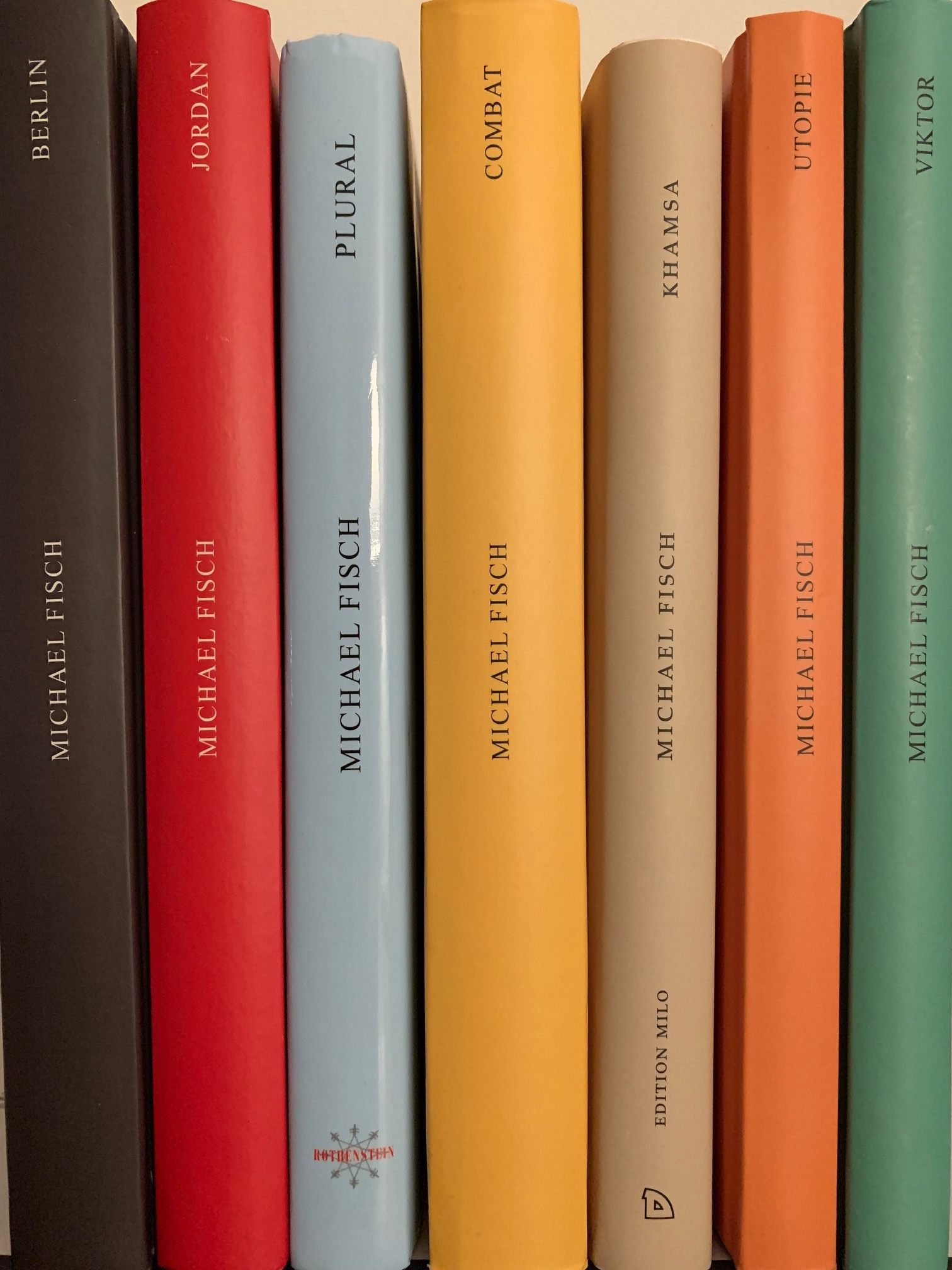
Eine Neue Welt

Zur Zählung, die in den Titelaufnahmen der DNB fehlt, siehe den Personeneintrag im Portal Literaturport.
- (Band I:) Berlin oder Der Verlust der Zeit. Roman. Shaker Media, Düren 2024, ISBN 978-3-98903-017-6. (Register von 1991 bis 2000.)
- (Band II:) Jordan oder Der Verrat der Freundschaft. Roman. Shaker Media, Düren 2022, ISBN 978-3-95631-916-7. (Chronologie von 2001 bis 2014.)
- (Band III:) Plural oder Die Vervielfältigung des Ich. Roman. Rothenstein, Hamburg 2013, ISBN 978-3-9814491-3-6. (Zeit der Handlung 2009.)
- (Band IV:) Combat oder Die Vielfalt der Vergangenheit. Roman. Shaker Media, Düren 2022, ISBN 978-3-98903-039-8. (Register von 2015 bis 2019.)
- (Band V:) Khamsa oder Das Wasser des Lebens. Roman. Drava, Klagenfurt/Wien 2010, ISBN 978-3-85435-609-7. (Zeit der Handlung 2004.)
- (Band VI:) Utopie oder Der Stillstand der Welt. Roman. Shaker Media, Düren 2024, ISBN 978-3-98903-029-9. (Register von 2020 bis 2024.)
- (Band VII:) Viktor oder Die Variation der Schrift. Roman. Shaker Media, Düren 2019, ISBN 978-3-95631-736-1 (Zeit der Handlung 2014.)

### Beiträge zur transkulturellen Wissenschaft (BztW)
1. Michael Fisch: »Es kenne mich die Welt, auf dass sie mir verzeihe«. Aufsätze zu Adelbert von Chamisso (1781–1838), Paul Ernst (1866–1933) und Hubert Fichte (1935–1986) (= Beiträge zur transkulturellen Wissenschaft. Band 1). Weidler, Berlin 2015, ISBN 978-3-89693-643-1.
2. Michael Fisch: »Wer wusste je das Leben recht zu fassen«. Aufsätze zu Johann Wolfgang Goethe (1749–1832), Sigmund Freud (1856–1939) und Paul Celan (1920–1970) (= Beiträge zur transkulturellen Wissenschaft. Band 2). Weidler Buchverlag, Berlin 2016, ISBN 978-3-89693-653-0.
3. Michael Fisch: »Wer die Schönheit angeschaut mit Augen«. Aufsätze zu Gotthold Ephraim Lessing (1729–1781), August von Platen (1796–1835) und Ernst Jünger (1895–1998) (= Beiträge zur transkulturellen Wissenschaft. Band 3). Weidler Buchverlag, Berlin 2020, ISBN 978-3-89693-663-9.
4. »Die Wissenschaft ist ein Meer ohne Ufer«. Beiträge zum Forschungskolloquium an der Abteilung für Germanistik der Universität Kairo (= Beiträge zur transkulturellen Wissenschaft. Band 4). Hrsg. von Michael Fisch und Dalia Aboul Fotouh Salami. Weidler Buchverlag, Berlin 2017, ISBN 978-3-89693-682-0.
5. »Krieg – Religion – Psyche«. Hochschuldidaktische Herausforderungen der DAAD-Lektoratsarbeit in der MENA-Region. Dokumentation der Anträge und Beiträge (= Beiträge zur transkulturellen Wissenschaft. Band 5). Hrsg. von Michael Fisch und Julia Wolbergs. Weidler Buchverlag, Berlin 2017, ISBN 978-3-89693-684-4.
6. »Das Zentrum bewegt sich«. Aufsätze zur (ost-)afrikanischen Germanistik (= Beiträge zur transkulturellen Wissenschaft. Band 6). Hrsg. von Shaban Mayanja, Lisa Mauritz und Mejo Ikobwa. Weidler Buchverlag, Berlin 2018, ISBN 978-3-89693-693-6.
7. Michael Fisch: »Wir fühlen, dass wir unter Aufgaben wandeln«. Aufsätze zu Jacques Derrida (1930–2004) (= Beiträge zur transkulturellen Wissenschaft. Band 7). Weidler Buchverlag, Berlin 2018, ISBN 978-3-89693-695-0.
8. Michael Fisch: »Ich gehe dazu über, ausführlich über Ägypten zu berichten«. Ägypten in der deutschen Reiseliteratur (1899–1999) (= Beiträge zur transkulturellen Wissenschaft. Band 8). Weidler Buchverlag, Berlin 2019, ISBN 978-3-89693-735-3.
9. Michael Fisch: »Siehe, der Mensch ist wahrlich in Verlorenheit«. Aufsätze zur Qur'ân- und Islam-Forschung (2011–2019) (= Beiträge zur transkulturellen Wissenschaft. Band 9). Weidler Buchverlag, Berlin 2019, ISBN 978-3-89693-741-4.
10. [noch nicht erschienen]
11. August Fischer: »Was lehrt dich zu wissen, was der Abgrund ist?« Beiträge zu Qur'ân und Orientalistik (1890–1940). Hrsg. von Michael Fisch (= Beiträge zur transkulturellen Wissenschaft. Band 11). Weidler Buchverlag, Berlin 2020, ISBN 978-3-89693-748-3.
12. »Transkulturelle Hermeneutik I«. Vorträge auf Einladung des Walter Benjamin-Lehrstuhls für deutsch-jüdische Literatur- und Kulturwissenschaft an der Hebräischen Universität in Jerusalem (= Beiträge zur transkulturellen Wissenschaft. Band 12). Hrsg. von Michael Fisch und Christoph Schmidt. Weidler Buchverlag, Berlin 2020, ISBN 978-3-89693-750-6.
13. »Transkulturelle Hermeneutik II«. Beiträge auf Einladung der Abteilung für deutsche Sprache und Literatur an der Hebräischen Universität in Jerusalem (= Beiträge zur transkulturellen Wissenschaft. Band 13). Hrsg. von Michael Fisch und Amir Engel. Weidler Buchverlag, Berlin 2021, ISBN 978-3-89693-762-9.
14. Otto Pretzl: »Dem wird der Abgrund seine letzte Zuflucht sein«. Beiträge zu Qur'ân und Orientalistik (1926–1940) (= Beiträge zur transkulturellen Wissenschaft. Band 14). Hrsg. von Michael Fisch. Weidler Buchverlag Berlin, Berlin 2021, ISBN 978-3-89693-756-8.
15. Gotthelf Bergsträßer: »Siehe, wir verliehen dir einen klaren Erfolg«. Beiträge zu Qur'ân und Orientalistik (1911–1933) (= Beiträge zur transkulturellen Wissenschaft. Band 15). Hrsg. von Michael Fisch. Weidler Buchverlag, Berlin 2021, ISBN 978-3-89693-759-9.
16. Michael Fisch: Bibliographie zu Leben und Werk von Theodor Nöldeke (= Beiträge zur transkulturellen Wissenschaft. Band 16). Weidler Buchverlag, Berlin 2021, ISBN 978-3-89693-769-8.
17. Theodor Nöldeke: »Lügen ersinnen nur jene, welche nicht an Allâhs Zeichen glauben«. Beiträge zu Qur'ân und Orientalistik (1858–1914) (= Beiträge zur transkulturellen Wissenschaft. Band 17). Hrsg. von Michael Fisch. Weidler Buchverlag, Berlin 2022, ISBN 978-3-89693-772-8.
18. Materialien zu Leben und Werk von Theodor Nöldeke (= Beiträge zur transkulturellen Wissenschaft. Band 18). Hrsg. von Michael Fisch. Weidler Buchverlag, Berlin 2022, ISBN 978-3-89693-781-0.
19. Hasan al-Banna: Tagebuch von 1915 bis 1932. Kritische Ausgabe (= Beiträge zur transkulturellen Wissenschaft. Band 19). Aus dem Englischen übersetzt und kommentiert von Michael Fisch. Weidler Buchverlag Berlin, Berlin 2022, ISBN 978-3-89693-778-0.
20. Gustav Weil: Historisch-kritische Einleitung in den Qur’ân (= Beiträge zur transkulturellen Wissenschaft. Band 20). Hrsg., kommentiert und mit einem Anhang versehen von Michael Fisch. Weidler Buchverlag, Berlin 2023, ISBN 978-3-89693-783-4.
21. Anton Spitaler: Die Verszählung des Qur'ân nach islamischer Überlieferung (= Beiträge zur transkulturellen Wissenschaft. Band 21). Hrsg., kommentiert und mit einem editorischen Anhang von Michael Fisch. Weidler Buchverlag Berlin, Berlin 2023, ISBN 978-3-89693-786-5.
22. [noch nicht erschienen]
23. Michael Fisch: Bibliographie zu Leben und Werk von Ignaz Golziher. Ein kommentiertes Verzeichnis (= Beiträge zur transkulturellen Wissenschaft. Band 23). Weidler Buchverlag, Berlin 2023, ISBN 978-3-89693-792-6.
24. Michael Fisch: »Er ist es, der den Menschen aus Wasser erschuf«. Leben und Werk von Hellmut Ritter (1892–1971) (= Beiträge zur transkulturellen Wissenschaft. Band 24). Weidler Buchverlag Berlin, Berlin 2024, ISBN 978-3-89693-796-4.

### Editionen
- Marcio Souza: Der fliegende Brasilianer. Edition diá, Berlin 1990, ISBN 3-518-38655-7.
- Anna Elisabet Weirauch: Der Skorpion. Erster Band. Ullstein, Frankfurt am Main/Berlin 1994, ISBN 3-548-30307-2.
- Michael Fisch, Thomas Wohlfahrt (Hrsg.): Weltklang – Nacht der Poesie. be.bra Verlag, Berlin 2000, DNB 1181831512.
- Hubert Fichte: Ketzerische Bemerkungen für eine neue Wissenschaft vom Menschen. Europäische Verlagsanstalt, Hamburg 2001, ISBN 3-434-50117-7.
- Kazuko Shiraishi: Odysseus heute. Ausgewählte Gedichte. Edition Kappa, München 2001, ISBN 3-932000-55-2.
- Kazuko Shiraishi: Mein Sandvolk. Gedicht-Zyklus. Edition Kappa, München 2002, ISBN 3-932000-72-2.
- Michael Roes: Nah Inverness. Parthas Verlag, Berlin 2004, ISBN 3-936324-16-6.
- Michael Roes: Kain. Parthas Verlag, Berlin 2004, ISBN 3-936324-15-8.
- Michael Roes: Jizchak. Parthas Verlag, Berlin 2005, ISBN 3-936324-35-2.
- Robert Wolfgang Schnell: Erziehung durch Dienstmädchen. Parthas Verlag, Berlin 2004, ISBN 3-936324-18-2.
- Robert Wolfgang Schnell: Erschließung der Wirklichkeit. Texte aus dem Nachlass. Parthas Verlag, Berlin 2006, ISBN 3-936324-19-0.
- Robert Wolfgang Schnell: Das Leben des Heiligen Hermann Katz. Parthas Verlag, Berlin 2006, ISBN 3-936324-19-0.
- Gerhard Rühm: Gesammelte Werke 1.1 und 1.2 Gedichte. Parthas Verlag, Berlin 2005, ISBN 3-88221-516-X.
- Gerhard Rühm: Gesammelte Werke 2.1 Visuelle Poesie. Parthas Verlag, Berlin 2006, ISBN 3-88221-517-8.
- Gerhard Rühm: Gesammelte Werke 2.2 Visuelle Musik. Parthas Verlag, Berlin 2006, ISBN 3-88221-526-7.
- Sechzig Jahre Bundesrepublik Deutschland. Forschungsbeiträge tunesischer und deutscher Germanistinnen und Germanisten. Iudicum, München 2010, ISBN 978-3-89129-987-6.
- Gerhard Rühm: Gesammelte Werke 5. Theaterstücke. Matthes & Seitz, Berlin 2010, ISBN 978-3-88221-518-2.
- Gerhard Rühm: Gesammelte Werke 3.1 Auditive Poesie. Matthes & Seitz, Berlin 2013, ISBN 978-3-88221-520-5.
- Gerhard Rühm: Gesammelte Werke 3.2 Radiophone Texte. Matthes & Seitz, Berlin 2016, ISBN 978-3-95757-358-2.
- Michael Fisch, Ute Seiderer (Hrsg.): Hülle und Haut – Verpackung und Umschlag. Rotbuch Verlag, Berlin 2014, ISBN 978-3-86789-203-2.
- Ute Seiderer, Michael Fisch (Hrsg.): Haut und Hülle – Umschlag und Verpackung. Rotbuch Verlag, Berlin 2014, ISBN 978-3-86789-204-9.
- Arthur Rimbaud: Poesie. Aus dem Französischen übertragen von Michael Fisch. Verlag Hans Schiler, Berlin 2015, ISBN 978-3-89930-428-2.
- Gerhard Rühm: Gesammelte Werke 4.1 Bildzyklen. Erster Teilband. Matthes & Seitz, Berlin 2019, ISBN 978-3-95757-929-4.
- Gerhard Rühm: Gesammelte Werke 4.2 Bildzyklen. Zweiter Teilband. Matthes & Seitz, Berlin 2020, ISBN 978-3-95757-930-0.
- Gerhard Rühm: Gesammelte Werke 6.1: Prosa. Erster Teilband. Matthes & Seitz, Berlin 2023, ISBN 978-3-7518-0905-4.
- Gerhard Rühm: Gesammelte Werke 6.2: Prosa. Zweiter Teilband. Matthes & Seitz, Berlin 2023, ISBN 978-3-7518-0906-1.
- Der Koran. In der Übersetzung von Joseph von Hammer-Purgstall. Hrsg. und kommentiert von Michael Fisch. Königshausen & Neumann, Würzburg 2023, ISBN 978-3-8260-7826-2.
- Der Koran. Ausgewählt, angeordnet und im Metrum des Originals übertragen von Hubert Grimme. Hrsg. und kommentiert von Michael Fisch. Königshausen & Neumann, Würzburg 2023, ISBN 978-3-8260-7954-2 (Erstausgabe: Schöningh, Paderborn 1923, DNB 580792366).
- Der Koran. Die fünfzig ältesten Suren in gereimter deutscher Übersetzung von Martin Klamroth. Hrsg. und kommentiert von Michael Fisch. Königshausen & Neumann, Würzburg 2023, ISBN 978-3-8260-8549-9 (Erstausgabe: Herold, Hamburg 1890, OCLC 6722036).
- Abû al-Hasan ‘Alî ibn Ahmad al-Wâhidî an-Nîsâbûrî: Das Buch der Anlässe der Offenbarung des Qur’ân. (»al-kitâb asbâb an-nuzûl al-Qur’ân«). Kritische Ausgabe. Aus dem Englischen übersetzt, herausgegeben und kommentiert von Michael Fisch. Königshausen & Neumann, Würzburg 2024, ISBN 978-3-8260-8549-9.